# كارلوس بيريرا بيرطو جونيور
كارلوس بيريرا بيرطو جونيور (بالبرتغالية: Carlinhos Paraíba‏) (4 مارس 1983 في البرازيل – )؛ هو لاعب كرة قدم كان يلعب كلاعب وسط.

## وصلات خارجية
- كارلوس بيريرا بيرطو جونيور على موقع رابطة كرة القدم اليابانية للمحترفين (اليابانية)
- كارلوس بيريرا بيرطو جونيور على موقع قاعدة بيانات كرة القدم.إي يو (الإنجليزية)
- كارلوس بيريرا بيرطو جونيور على موقع Soccerway.com (الإنجليزية)
- كارلوس بيريرا بيرطو جونيور على موقع عالم كرة القدم.نت (الإنجليزية)